# Нестеренко Олексій Олексійович
Олексій Олексійович Нестеренко (20 лютого (4 березня) 1904, Пристань — 3 листопада 1997, Київ) — український економіст, доктор економічних наук, професор, член-кореспондент НАН України (з 18 листопада 1958 року).

## Біографія

Могила Олексія Нестеренка

Народився 20 лютого (4 березня) 1904 року в селі Пристані (тепер Охтирської міської ради Сумської області) в селянській родині. Протягом 1926–1930 років навчався в Харківському інституті комуністичної освіти.
Після закінчення інституту працював у Сталінградському регіоні: у середніх і вищих навчальних закладах міста і області викладав політекономію. Одночасно працював на адміністративній роботі в органах народної освіти. В 1938–1941 роках навчався в аспірантурі по кафедрі політекономії при Московському університеті імені М. В. Ломоносова, де захистив кандидатську дисертацію.
У період німецько-радянської війни служив в діючій армії. Брав участь в обороні Сталінграда; був начальником 7-ї Сталінградської спецшколи військово-повітряних сил.
Після закінчення війни повернувся в Україну і протягом 1945–1951 років працював у Київському державному університеті імені Т. Г. Шевченка (доцентом і завідувачем кафедри політекономії, завідувачем кафедри історії народного господарства). В 1950 році захистив докторську дисертацію. У 1951 році ученою радою Київського університету йому було присвоєно наукове звання професора.
У 1951—1953 роках — директор Інституту суспільних наук АН УРСР у Львові, завідувач відділу економіки. Під його керівництвом було розроблено організаційну структуру Інституту, сформовано відділи і вчену раду, налагоджено видання «Наукових записок».
У 1953—1965 роках — директор Інституту економіки АН УРСР; з 1966 року професор кафедри політекономії Київського торгово-економічного інституту.
У 1987 році вийшов на пенсію. Помер на 94-му році життя 3 листопада 1997 року. Похований разом з родиною в Києві на Байковому кладовищі (ділянка № 33, 50°25′3.4″ пн. ш. 30°30′4.1″ сх. д. / 50.417611° пн. ш. 30.501139° сх. д.).

### Родина
- Донька — науковиця-мікробіолог, доктор біологічних наук Ольга Нестеренко (1936—1987).
- Син — науковець-фізик, доктор фізико-математичних наук Борис Нестеренко (1938—2003).

## Наукова діяльність
Досліджував політекономію, історію розвитку промисловості України.
Праці:
- Розвиток промисловості на Україні. — Т. 1—3. — Київ, 1959—1966.
- Очерки истории промышленности и положения пролетариата Украины. — Киев, 1954.
- Закономерности социально-экономического развития города и деревни. — Киев, 1975.
- Возвышение потребностей в условиях развитого социализма. — Киев, 1981.

## Відзнаки
Заслужений діяч науки УРСР (з 1974 року). Нагороджений орденом Трудового Червоного Прапора, медалями.